# Óttar de Man
Óttar de Man ou Otter Fitz Therulfe (mort en 1098)  Jarl ou gouverneur de  Man ou d'une partie de l'île.

## Biographie
La chronologie et la nature exacte du pouvoir qu'exerce le Jarl Óttar sur l'île de Man sont incertaines, bien que sa mort lors d'une bataille sur l'île en 1098 soit mentionnée par les sources.
Selon une version en 1095 le roi Magnus Barelegs de Norvège prend le contrôle de l'île de Man avec une flotte de
160 navires. Il place un Jarl originaire des Hébrides ou de Norvège nommé Óttar comme souverain vassal de l'île. Óttar se serait aliéné rapidement les habitants du sud de l'île qui se rebellent sous la conduite d'un chef nommé MacManus ou Macmaras. Cependant selon les Chroniques de Man : « En 1098 il y a un combat entre les Manxmen à Santwat, et ceux du nord remportent la victoire . Dans ce contexte « l'Earl Other », et les chefs des  Macmaras, à la tête des deux partis sont tués. » La chronique précise que c'est après cette guerre civile à Man, que Magnus Barelegs en profite pour s'emparer de l'île la même année.
Magnus est réputé avoir visité sur l'île le site du récent affrontement alors que les restes des victimes du combat n'étaient pas encore inhumés. Si la seconde version est exacte, il semble que Óttar ait été un souverain dans l'île avant l'arrivée de Magnus Barelegs, plus qu'un vassal royal. Les deux versions s'accordent toutefois pour dire qu'en 1098 il y eut un combat entre les forces d Óttar et de nombreux hommes du nord qui adhéraient à sa cause, et celles de MacManus ou Macmaras à Santwat (Santroust ou Sandwath). Les récits indiquent que la bataille fut longue et sanglante avec de lourdes pertes des deux côtés. Les partisans de  Mac Manus semblent emporter le combat lorsque les femmes du nord rallient leurs hommes ce qui inverse le cours de la bataille. L'armée d'Óttar gagne la bataille, mais il est tué comme MacManus,. Le Jarl Óttar est le père 
ou le grand-père de Ottar Ottarsson roi de Dublin.

## Sources
- (en) Williams, Gareth, (2007) "These people were high-born and thought well of themselves" The family of Moddan of Dale, p. 129 –152, in West over Sea, Studies in Scandinavian Sea-Borne Expansion and Settlement Before 1300 Edited by Beverley Ballin Smith, Simon Taylor and Gareth Williams. Pub. Brill, Leiden and  Boston.  (ISBN 978-90-04-15893-1)
- (en) Callow, Edward (1899) From King Orry to Queen Victoria: a Short and Concise History of the Isle of Man. Elliot Stock, London.
- (en) Cotter, G. de P. (ed.), "The Cotter Family of Rockforest, Co. Cork", in Journal of the Cork Historical and Archaeological Society 43 (1938): 21–31